# Liste von Sakralbauten in Halberstadt
Die Liste von Sakralbauten enthält bestehende und ehemalige Kirchen, Kapellen und Synagogen in Halberstadt.

## Allgemeines

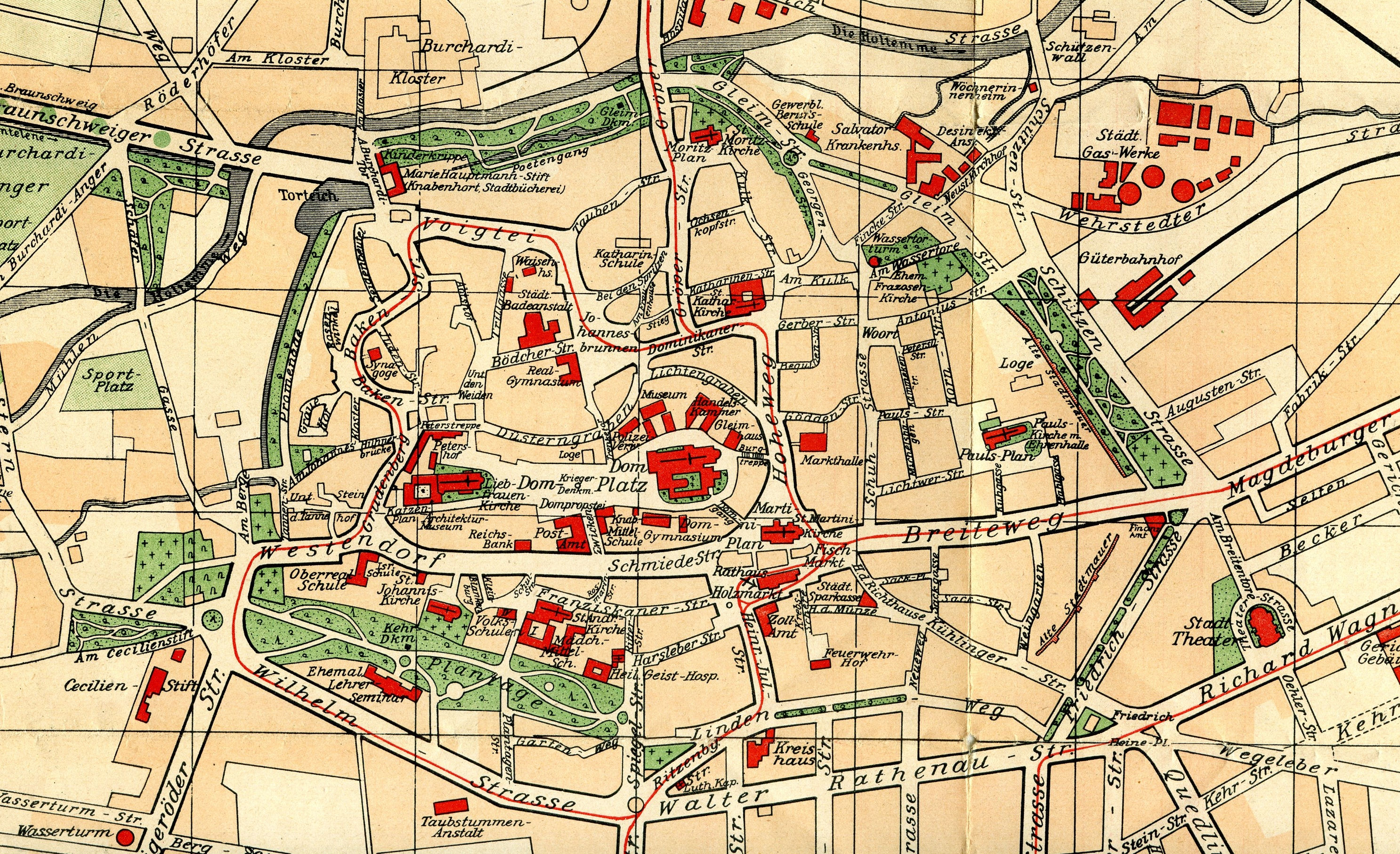
Halberstadt 1900

Halberstadt war im Mittelalter Sitz eines Bistums und besitzt deshalb einige historische Kirchen, Kapellen, Klöster und Stifte.
In den Jahren 1944 und 1945 wurden bei den schweren Luftangriffen auf die Stadt auch die meisten Kirchen beschädigt oder zerstört. Einige konnten danach wiederaufgebaut werden, zuletzt die Laurentiuskirche 1993 in einer spektakulären Aktion.

## Bestehende Kirchen und Kapellen

### Stadt Halberstadt
- Dom St. Stephanus und St. Sixtus, 1236 erbaut, 1491 Umbau, gotische Kathedrale, mit Domklausur (mit Winterkirche)

- Liebfrauenkirche, 1146 erbaut, heute einzige Pfeilerkirche mit vier Türmen im nördlichen und östlichen Deutschland

- St. Martini, um 1250/1350 erbaut, gotische Hallenkirche mit unterschiedlich hohen Westtürmen
- St. Moritz, um 1246 erbaut, dreischiffige Pfeilerbasilika

- St. Burchardi, um 1210 erbaut, romanische Basilika ohne Turm, mit rechteckigem Umgangschor, ehemalige Klosterkirche
- St. Andreas, erbaut im 13. Jahrhundert, gotische Hallenkirche ohne Turm, ehemalige Franziskanerklosterkirche
- St. Katharinen und St. Barbara, erbaut im 14. Jahrhundert, dreischiffige Hallenkirche ohne Turm, ehemalige Dominikanerklosterkirche, jetzt katholische Pfarrkirche
- St. Johannis, 1648 fertiggestellt, Fachwerkkirche
- Kapelle im Campestift, Zionsgemeinde, Am Johannesbrunnen 36

### Eingemeindete Orte
- St. Urban in Aspenstedt
- St. Bonifatius in Athenstedt
- St. Petri in Emersleben (Halberstadt)
- Kirche zum Heiligen Berge Gottes in Klein Quenstedt
- St. Franziskus in Langenstein, 1954 als römisch-katholische Kapelle eingerichtet, seit 2019/2020 evangelisch-lutherisch
- St. Stephanus in Sargstedt
- St. Pankratii in Schachdorf Ströbeck
- St. Laurentius in Wehrstedt, um 1194 erbaut, romanische Dorfkirche, 1945 beschädigt, 1993 wiederaufgebaut in 60 Stunden

## Ehemalige Kirchen und Kapellen

### Profanierte Gebäude
- Peterskapelle Petershof, erbaut Mitte 14. Jahrhundert, in der Bischofsresidenz, 1869 profaniert, heute Stadtbücherei,  Domplatz nahe Liebfrauenkirche

### Ruinen
- Franzosenkirche, 1712 fertiggestellt für die französisch-reformierte Gemeinde, seit etwa 1816 nicht mehr genutzt, erhalten  als Gedenkort, Antoniusstraße
- Kapelle St. Georg, vom ehemaligen St.-Georgs-Hospital, Hospitalstraße Ecke Bleichstraße

### Nicht mehr vorhandene Kirchen und Kapellen
Es gab einige weitere Kirchen und Kapellen in Halberstadt.
- Kirche St. Peter und Paul, erste Kirche um 1083 erbaut, dreischiffige Pfeilerbasilika mit zwei Türmen, 1945 beschädigt, 1969 abgerissen
- St. Nikolai in Langenstein, 1888 erbaut, 1977 auf Anordnung der DDR-Behörden gesprengt

## Ehemalige Klöster und Stifte
In Halberstadt gab es einige Klöster und Stifte seit dem 10. Jahrhundert, die meist erst um 1810 aufgelöst wurden. Es sind alle bekannten angegeben. 
Stifte
- Domkapitel Halberstadt
- Liebfrauenstift, Kollegiatstift
- St. Bonifatius und Mauritius, Kollegiatstift
- St. Pauli (kurzzeitig St. Petri et Pauli), Kollegiatstift
- St. Johannis, Kollegiatstift, dann Augustiner-Chorherrenstift
- Prämonstratenserstift, 1187–1192/1206, bei St. Burchardi

- Pfortenkloster, um 968–um 1944, Damenstift

Klöster
- Dominikanerkloster (Paulerkloster), jetzt St. Katharinen
- Dominikanerinnenkloster St. Nicolai, 1287–1810
- Franziskanerkloster St. Andreas
- Zisterzienserinnenkloster St. Jacobi, dann St. Burchardi
- Augustiner-Eremiten-Kloster, 1257–1367 erwähnt[2]
- Antoniterkloster

- Trillkloster, Celliten, 1375–um 1810
- Kloster der willigen Armen, Cellitinnen, um 1400–1810
- Templerkommende
- Servitenkloster (Marienknechte)
- Jesuiten, 1591, 1629–1631, 1638, um 1640

## Ehemalige Hospitäler
Es sind einige Hospitäler bekannt, die Arme, Reisende und Kranke beherbergten.
- Alexiushospital
- Ludgerihospital, die beiden ersten bekannten Hospitäler in Halberstadt
- Hospital St. Spiritus (Heilig Geist Hospital)
- Siechenhof, Leprosenhaus, für unheilbare Kranke
- St. Salvatorhospital, jetzt Krankenhaus St. Salvator
- St. Elisabethhospital
- Georgenhospital
- Maria-Magdalenen-Hospital, 1500–vor 1754
- Trillkloster, um 1660–1810

## Synagogen
- Klaussynagoge, erhalten als Seminargebäude
- Synagoge, zerstört